# Mladen Cukon
Mladen Cukon (* 21. März 1946 in Pula) ist ein ehemaliger jugoslawischer Fußballspieler.

## Karriere

### Vereine
Cukon, aus einer Fußballerfamilie stammend, ist einer von drei Geschwistern, die sich dem Fußballspielen verschrieben hatten. In Pula auf der Halbinsel Istriens geboren, spielte er zunächst von 1964 bis 1968 für den im Ort ansässigen NK Tehnomont, dem Betriebssportverein der Tehnomont Werft. Nach Rijeka gelangt, spielte er für den dort ansässigen HNK Orijent 1919 Rijeka zwei Jahre in der 2. Jugoslawischen Liga.
Der Wechsel nach Zagreb war am Ende enttäuschend; für Dinamo Zagreb kam er in nur einem Punktspiel in der 1. Jugoslawischen Liga zum Einsatz. Nach Rijeka zurückgekehrt, spielte er von Juli 1971 bis Juni 1974 für den HNK Rijeka in der 2. Jugoslawischen Liga, mit dem gelungenen Aufstieg, von Juli bis Dezember 1974 in der höchsten jugoslawischen Spielklasse. Auch international kam er auf Vereinsebene zum Einsatz. Im Wettbewerb um den 1955 wiederbelebten Mitropapokal bestritt er drei Spiele der Gruppe A. Sein Debüt in diesem Wettbewerb gab er am 2. Oktober 1974 bei der 1:3-Niederlage beim Tatabányai Bányász SC. In den beiden anderen Begegnungen bestritt er das am 23. Oktober 1974 im heimischen Stadion Rujevica mit 1:3 verlorene Hinspiel und das am 13. Mai 1975 torlos geendete Rückspiel gegen die SSW Innsbruck.
Die Möglichkeit ab dem 28. Lebensjahr ins Ausland wechseln zu dürfen, nutzte er im Jahr 1976. Im Spieljahr 1976 und 1977 war er in der North American Soccer League (NASL) für die Toronto Metros-Croatia aktiv, gewann im ersten Spieljahr die Nordamerikanische Meisterschaft und bestritt für den Verein insgesamt 47 Punktspiele. Zwischen den beiden Spieljahren war er in der Saison 1976/77 für den NK Osijek in der 2. Jugoslawischen Liga tätig.

### Nationalmannschaft
Cukon spielte im Jahr 1974 für die Amateurnationalmannschaft Jugoslawiens im Wettbewerb um den UEFA-Amateur-Cup. Am 28. April erreichte seine Mannschaft – nachdem sie sich zuvor im Halbfinale mit 2:1 gegen die Amateurnationalmannschaft Spaniens durchgesetzt hatte – das Finale. Die Begegnung in Rijeka gegen die Amateurnationalmannschaft Deutschlands wurde aufgrund des morastigen Spielfeldes nach Regenschauern nicht ausgetragen und beide Mannschaften zu Siegern erklärt.

## Erfolge
- Europameister der Amateure 1974
- Nordamerikanischer Meister 1976